# Incoloy
Incoloy är varumärke för flera högtemperaturtåliga, korrosionsbeständiga legeringar av främst järn, nickel, kobolt och krom. De kommer främst till användning inom petrokemiska processanläggningar.
Benämningen incoloy kan härledas till en rad av superlegeringar producerade av Special Metals Corporation-koncernen. De är mestadels nickelbaserade, och sammansatta för stor korrosionsbeständighet och styrka vid höga temperaturer. Det finns specifika legeringar för resistens mot särskilda kemiska angrepp (t. ex. legering 020 som är utformad för att vara motståndskraftiga mot svavelsyra eller DS till att användas i värmebehandlingsugnar med reaktiva atmosfärer och många värmecykler).
Incoloy MA956 framställs som en mekanisk legering snarare än i en bulksmältningsprocess, och har utvärderats för komponenter i rymdreaktorn i Jimo-projektet. Den är svår att svetsa och måste upphettas till 200° C för kallformning.
Av följande tabell framgår den procentuella sammansättningen av olika legeringsämnen.
| Legering | Balans-metal | Krom | Aluminium | Titan | Kol   | Yttrium-oxid | Koppar | Mangan  | Cobolt        | Nickel        | Fosfor | Kisel | Svavel | Molybden | Nb+Ti |
| -------- | ------------ | ---- | --------- | ----- | ----- | ------------ | ------ | ------- | ------------- | ------------- | ------ | ----- | ------ | -------- | ----- |
| 020      | Fe (~40%)    | 20   | n/p       | n/p   | <0.07 | n/p          | 3.5    | <2.0    | n/p           | 35            | <0.045 | <1.0  | <0.035 | 2.5      | ca 1  |
| DS       | Fe (~40%)    | 18   | n/p       | 0.2   | 0.1   | nil          | 0.5    | 0.8-1.5 | 18 (Co+Ni 38) | 18 (Co+Ni 38) | n/p    | 2.3   | 0.03   |          |       |
| MA956    | Fe (~75%)    | 20   | 4.75      | 0.4   | <0.1  | 0.5          | <0.15  | <0.3    | <0.3          | <0.5          | <0.02  | n/p   | n/p    |          |       |